# Финкельштейн, Яков Борисович
Яков Борисович Финкельштейн (также Яков Васильевич Финкельштейн и Виктор Васильев; умер 19 сентября 1906) — деятель революционного движения, член Боевой организации партии социалистов-революционеров.
Якову Финкельштейну было поручено убить генерала Дмитрия Фёдоровича Трепова, однако, по ошибке он убил внешне похожего на Трепова генерала Сергея Владимировича Козлова. Во время ареста Яков Финкельштейн назвался Виктором Васильевым. 18 сентября 1906 года был привезён в Шлиссельбургскую крепость, а на следующий день был повешен возле Старой башни.

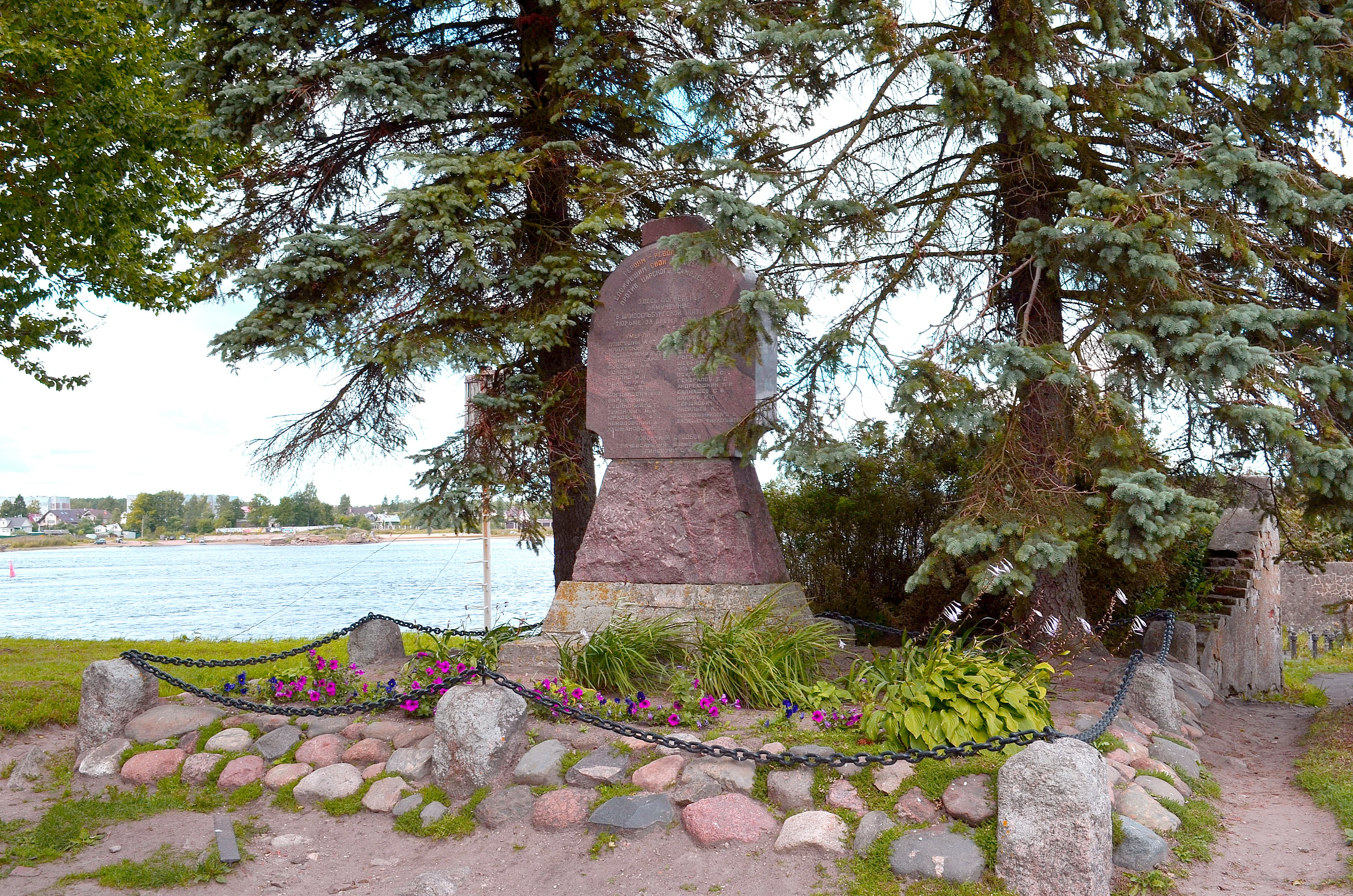
Памятник революционерам погибшим в Шлиссельбургской крепости

Его имя высечено на Памятнике революционерам, погибшим в Шлиссельбургской крепости в 1884-1906 годах.